# 后屠桥革命烈士墓
29°53′8.93″N 121°26′49.18″E / 29.8858139°N 121.4469944°E
后屠桥革命烈士墓及碑，即后屠桥革命烈士陵园，位于中国浙江省宁波市海曙区集士港镇新后屠桥村后屠桥自然村，为纪念抗日战争期间鄞县后屠桥战斗中牺牲的新四军浙东游击纵队第五支队第二大队四中队的烈士而建，1951年设立纪念碑，1985年、1994年扩建革命烈士陵园，2008年整修，占地面积5746平方米，正对大门的为烈士纪念碑，碑后为烈士墓，为圆形拱顶，碑前有两幅反映后屠桥战斗场景的大型石刻浮雕，墓前左右筑有纪念碑亭，大门两侧分别有两厅，北厅现为纪念室，南厅为陈列室，1994年公布为鄞州区文物保护单位（当时为鄞县文物保护单位）:388，2018年12月28日因行政区划调整公布为海曙区文物保护单位。